# ستيف ريد (عازف جاز)
ستيف ريد (بالإنجليزية: Steve Reid)‏ هو عازف جاز أمريكي، ولد في 29 يناير 1944 في ذا برونكس في الولايات المتحدة، وتوفي في 13 أبريل 2010 في نيويورك في الولايات المتحدة.

## وصلات خارجية
- الموقع الرسمي
- ستيف ريد على موقع IMDb (الإنجليزية)
- ستيف ريد على موقع ميوزك برينز (الإنجليزية)
- ستيف ريد على موقع أول ميوزيك (الإنجليزية)
- ستيف ريد على موقع ديسكوغز (الإنجليزية)